# Józefa Sawicka
Józefa Konstancja Sawicka, pseudonym Ostoja (1859 Łopoczyzně u Grodna – 23. prosince 1920 Varšava) byla polská spisovatelka, publicistka a překladatelka

## Životopis
Józefa Sawicka učila literaturu na varšavských dívčích internátních školách a spoluorganizovala ilegální výuku.
Debutovala v roce 1881 povídkou Ulicznik, která vyšla v „Pravdě“. Publikovala v časopisech „Głos“, „Świt“, „Kraj“ a „Kurier Warszawski“. Používala pseudonymy Ostoja a Iza Sawicka, byla přítelkyní Elizy Orzeszkowé.
Patřila k předním polským spisovatelkám drobnějších novel a obrázků. Po Henryku Sienkiewiczovi, Elize Orzeszkowé, Bolesławu Prusovi a Michału Bałuckém nalezla v polském lidu řadu nových postav, originálních a přirozených.
Nejčastějším tématem jejích příběhů je život chudých a nešťastných. Autorka byla hluboce znepokojena jejich trápením, "magneticky vstřebávala jejich utrpení do svých prsou", přesně věděla, co je trápilo, tísnilo, rušilo jejich štěstí, co se zmocňovalo jejich nicoty s touhou po smrti. Jejich šťastný úsměv se objevuje jen zřídka; nejsou téměř žádní lidé se životem spokojeni. Tato povaha spisů byla důvodem, proč byla autorka obviněna z pesimismu.
Józefa Sawicka jako první přeložila do polštiny Stendhalův román Červený a černý.

## Dílo
- Szkice i obrazki – Petersburg: 1886
- Nowelle – z przedmową Piotra Chmielowskiego. Varšava: Teodor Paprocki, 1890[1]
- Królewna (1891)
- Powieści prawdziwe (1892)
- Wychowanka (1895)
- Nad morzem (z notatek turysty) (1903)

### V češtině
- Dvě povídky Jos. Sawické – přeložil F. A. Hora. Plzeň: F. A. Hora, 1885
- Zapadlý svět a jiné povídky – př. Božena Kvapilová. Praha: František Šimáček, 1891[2]
- Bez návratu; Lítosť; Posluha – př. B. Kvapilová. Praha: F. Šimáček, 1894[3]
- Varhaník – in: 1000 nejkrásnějších novel... č. 26; úvod František Sekanina; př. B. Kvapilová. Praha: J. R. Vilímek, 1912